# Eric Tovo
Eric Joel Tovo (Rosario, Santa Fe, Argentina; 10 de junio de 1993) es un futbolista argentino. Juega como defensa central y su equipo actual es   Deportivo Riestra de la Primera División de Argentina.

## Trayectoria

### Inicios
Tovo inició su carrera en las filas del Club Almirante Brown de la Primera B Nacional. Apareció desde el once inicial el 13 de agosto de 2013, contra el Sportivo Belgrano. Después de trece apariciones en cuatro temporadas en el tercer nivel del fútbol argentino

### Estudiantes (BA)
En 2017 pasó a Estudiantes de Caseros, ahí Tovo anotó su primer gol en la victoria por 2-0 sobre el Club Atlético San Telmo.

### Ferrocarril Midland
En 2017 tuvo un paso por Ferrocarril Midland de la Primera B Metropolitana

### Riestra
En 2019 llegó al Club Deportivo Riestra de la Primera Nacional.

### Deportivo Cuenca
En la temporada 2021, Tovo firmó con Deportivo Cuenca de Ecuador, equipo con el cual disputó la LigaPro Serie A, siendo esta su primera experiencia internacional en Sudamérica. Jugó en total 15 partidos y anotó dos goles, uno de ellos al Club Sport Emelec en el estadio George Capwell. En 2022 rescindió contrato con el club morlaco.
Para el 2024 ficha por Alianza Atlético jugando 19 partidos en la temporada. A final de año no renueva su contrato, volviendo a Deportivo Riestra de la Primera B.

## Estadísticas
- Actualizado el 29 de marzo de 2022.[8][9]

### Clubes
| Club                          | Temporada     | Liga             | Liga | Liga  | Copa | Copa  | Copa de la Liga | Copa de la Liga | Internacional | Internacional | Otros | Otros | Total | Total |
| Club                          | Temporada     | Categoría        | PJ   | Goles | PJ   | Goles | PJ              | Goles           | PJ            | Goles         | PJ    | Goles | PJ    | Goles |
| ----------------------------- | ------------- | ---------------- | ---- | ----- | ---- | ----- | --------------- | --------------- | ------------- | ------------- | ----- | ----- | ----- | ----- |
| Almirante Brown Argentina     | 2013-14       | Primera Nacional | 3    | 0     | 0    | 0     | —               | —               | —             | —             | 0     | 0     | 3     | 0     |
| Almirante Brown Argentina     | 2014          | Primera B        | 3    | 0     | 2    | 0     | —               | —               | —             | —             | 0     | 0     | 5     | 0     |
| Almirante Brown Argentina     | 2015          | Primera B        | 4    | 0     | 0    | 0     | —               | —               | —             | —             | 0     | 0     | 4     | 0     |
| Almirante Brown Argentina     | 2016          | Primera B        | 3    | 0     | 0    | 0     | —               | —               | —             | —             | 0     | 0     | 3     | 0     |
| Almirante Brown Argentina     | Total         | Total            | 13   | 0     | 2    | 0     | —               | —               | —             | —             | 0     | 0     | 15    | 0     |
| Ferrocarril Midland Argentina | 2016-17       | Primera B        | 26   | 3     | 0    | 0     | —               | —               | —             | —             | 0     | 0     | 26    | 3     |
| Ferrocarril Midland Argentina | Total         | Total            | 26   | 3     | 0    | 0     | —               | —               | —             | —             | 0     | 0     | 26    | 3     |
| Estudiantes (BA) Argentina    | 2017-18       | Primera B        | 20   | 3     | 0    | 0     | —               | —               | —             | —             | 0     | 0     | 20    | 3     |
| Estudiantes (BA) Argentina    | 2018-19       | Primera B        | 17   | 0     | 1    | 0     | —               | —               | —             | —             | 0     | 0     | 18    | 0     |
| Estudiantes (BA) Argentina    | Total         | Total            | 37   | 3     | 1    | 0     | —               | —               | —             | —             | 0     | 0     | 38    | 3     |
| Deportivo Riestra Argentina   | 2019-20       | Primera Nacional | 19   | 4     | 0    | 0     | —               | —               | —             | —             | —     | —     | 19    | 4     |
| Deportivo Riestra Argentina   | 2020          | Primera Nacional | 4    | 0     | 0    | 0     | —               | —               | —             | —             | —     | —     | 4     | 0     |
| Deportivo Riestra Argentina   | 2022          | Primera Nacional | 21   | 1     | 0    | 0     | —               | —               | —             | —             | —     | —     | 21    | 1     |
| Deportivo Riestra Argentina   | 2023          | Primera Nacional | 30   | 1     | 1    | 0     |                 |                 |               |               | —     | —     | 31    | 1     |
| Deportivo Riestra Argentina   | Total         | Total            | 74   | 6     | 1    | 0     | —               | —               | —             | —             | 0     | 0     | 75    | 6     |
| Deportivo Cuenca · Ecuador    | 2021          | Serie A          | 15   | 2     | 0    | 0     | —               | —               | —             | —             | 0     | 0     | 15    | 2     |
| Deportivo Cuenca · Ecuador    | Total         | Total            | 15   | 2     | 0    | 0     | —               | —               | —             | —             | 0     | 0     | 15    | 2     |
| Total carrera                 | Total carrera | Total carrera    | 165  | 14    | 4    | 0     | —               | —               | —             | —             | 0     | 0     | 169   | 14    |